# Quiero más de ti
Quiero más de ti es una canción interpretada por la cantante mexicana de rock Alejandra Guzmán, lanzada por la discográfica Universal Music Latino el 24 de septiembre de 2021 a plataformas digitales, acompañado de un vídeo musical lanzado a YouTube el mismo día de lanzamiento.

## Tracklist

### Descarga digital

#### Quiero más de ti - Single[5][6]
- Quiero más de ti - 3:19